# Cratere Ammonius
Ammonius è un cratere lunare di 8,55 km situato dentro il cratere Ptolemaeus,  nella parte sud-occidentale della faccia visibile della Luna.